# Heinrich Giebel

Willingshausen Malerkolonie, Foto von 1913; v.l.n.r.: Heinrich Giebel, Marlies Dörr, Hermann Kätelhön, Hermann Metz, Wilhelm Thielmann, Adolf Lins, Heinrich Otto, Carl Bantzer

Heinrich Giebel (* 1. November 1865 in Kassel; † 22. Januar 1951 in Marburg) war ein deutscher Maler.

## Leben

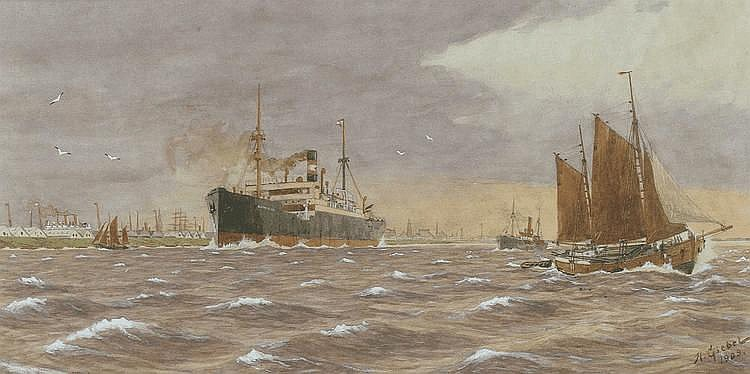
Dampf- und Segelschiffe vor Bremerhaven Reede; Aquarell (1909)

Giebel studierte an der damaligen Kunstakademie Kassel Malerei von 1880 bis 1889 und wurde unterrichtet von Hermann Metz und Georg Koch. Giebel besuchte die Malerkolonie Willingshausen in der Schwalm im Jahre 1888 das erste Mal. Im Sommer wurde die kleine Malerkolonie besonders stark besucht und bekam ihre Popularität durch die regelmäßigen Besucher aus den Akademien Düsseldorf, Berlin, München und Kassel.
Giebel lernte die bedeutendsten Maler in der Schwalm kennen, Hermann Kätelhön, Ludwig Knaus, Adolf Lins, Hugo Mühlig und Carl Bantzer, um nur einige zu nennen, die Willingshausen prägten. Giebel war einer der letzten Kunstmaler der alten Malerkolonie Willingshausen.
Der Maler erhielt ein Stipendium an der Kunstschule in München. Giebel wollte in München sein Können vervollkommnen und malte meist Landschaften. Sein Studienaufenthalt verlief von 1893 bis 1901, bis Giebel schließlich wieder nach Kassel zurückkehrte.
In Marburg ließ er sich 1904 nieder, wo er zunächst eine Malschule gründete. 1912 wurde ihm das Lehramt für Zeichnen und Malen an der Universität Marburg übertragen. Der ausgebildete Künstler war als angesehener Porträtist und Universitätslehrer in Marburg tätig. 1934 ging Heinrich Giebel in den Ruhestand.

## Werke
Er signierte seine Bilder mit H. Giebel oder Heinrich Giebel.
- Stillleben
- Bauern bei der Feldarbeit, in Willingshausen
- Bäuerinnen auf dem Felde, in der Schwalm
- Dorfbrunnen, Gottsbüren im Reinhardswald
- Burg Sababurg, Sababurg – Dornröschenschloss
- Alte Eichen, Urwald Sababurg im Reinhardswald
- Alte Mühle, in Sababurg
- Fachwerkhaus, in Gottsbüren
- Rotes Mädchen mit Zopf

## Ausstellungen
- Meßhaus Kassel 1899, 1903
- Münchner Sezession, 1901
- Kunstausstellung Düsseldorf, 1902
- Gewerbeausstellung Kassel, 1905
- Große Berliner Kunstausstellung, 1906
- Museum der Stadt Essen, 1909
- Hessischer Geschichtsverein zum 60. Geburtstag, 1925
- Marburger Museum für Kunst und Kulturgeschichte zum 70. Geburtstag, 1935
- an gleicher Stelle, mit einer Retrospektive zum 100. Geburtstag, 1965
- an gleicher Stelle, 1996
- Malerstübchen Willingshausen zum 150. Jahrestag, 2015[1]